# Adolf Leichtle
Adolf Leichtle (* 1841; † 3. Oktober 1913) war ein deutscher Architekt, Mäzen, Heimatforscher und Abgeordneter.

## Leben
Leichtle studierte ab 1867 Architektur an der Münchner Kunstakademie. Er ist für das heutige Aussehen des Kemptener Rathausbrunnens verantwortlich und war 1884 mit Joseph Buck und Adolf Horchler Mitbegründer des Allgäuer Althertumvereins.
Am 7. März 1882 rückte er für den verstorbenen Joseph Völk als Abgeordneter in die Kammer der Abgeordneten des Bayerischen Landtags nach und gehörte diesem bis 1886 an. Leichtle lebte zeitweise im Zumsteinhaus in Kempten.

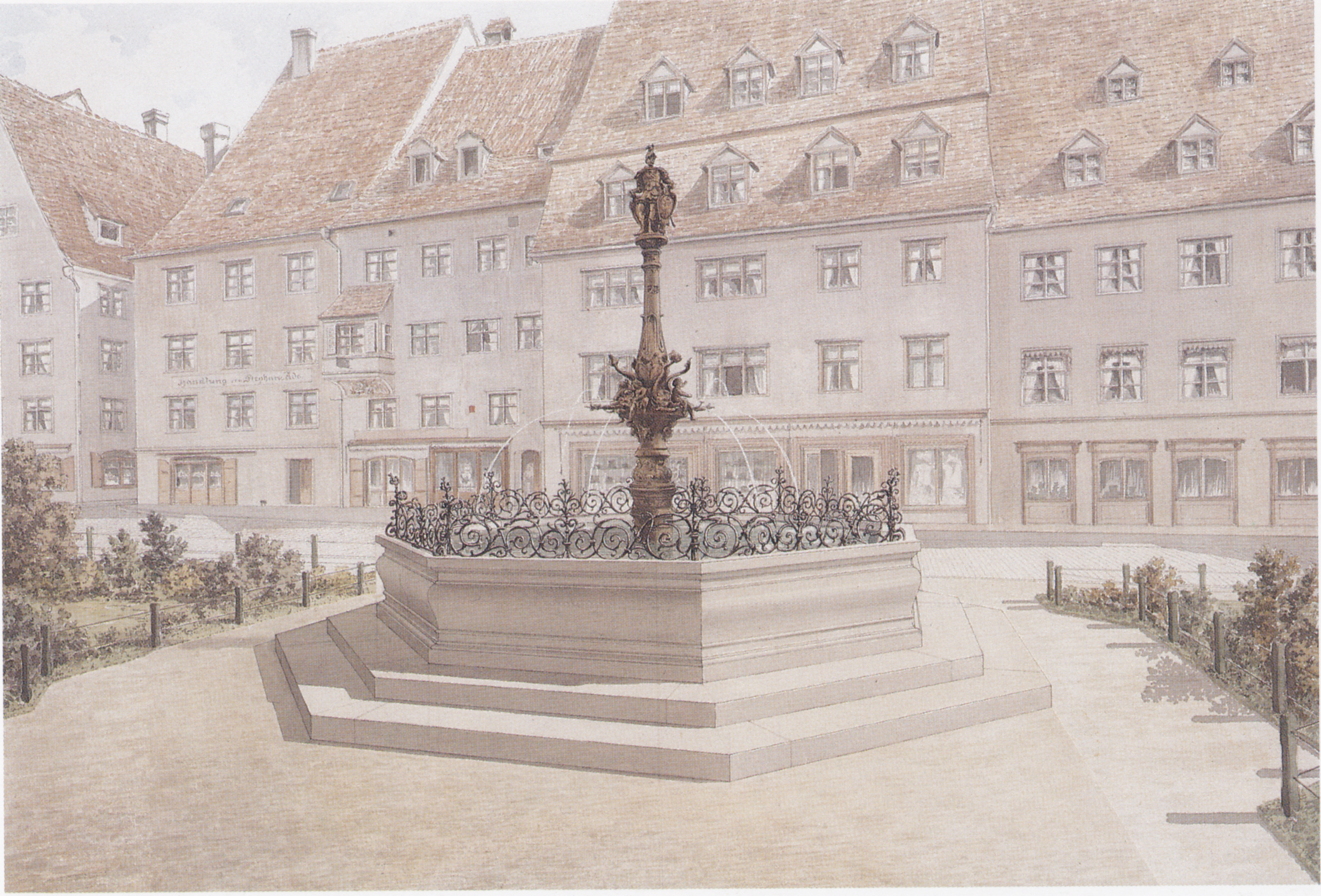
Skizze für das Brunnenbecken für den Rathausbrunnen von Adolf Leichtle
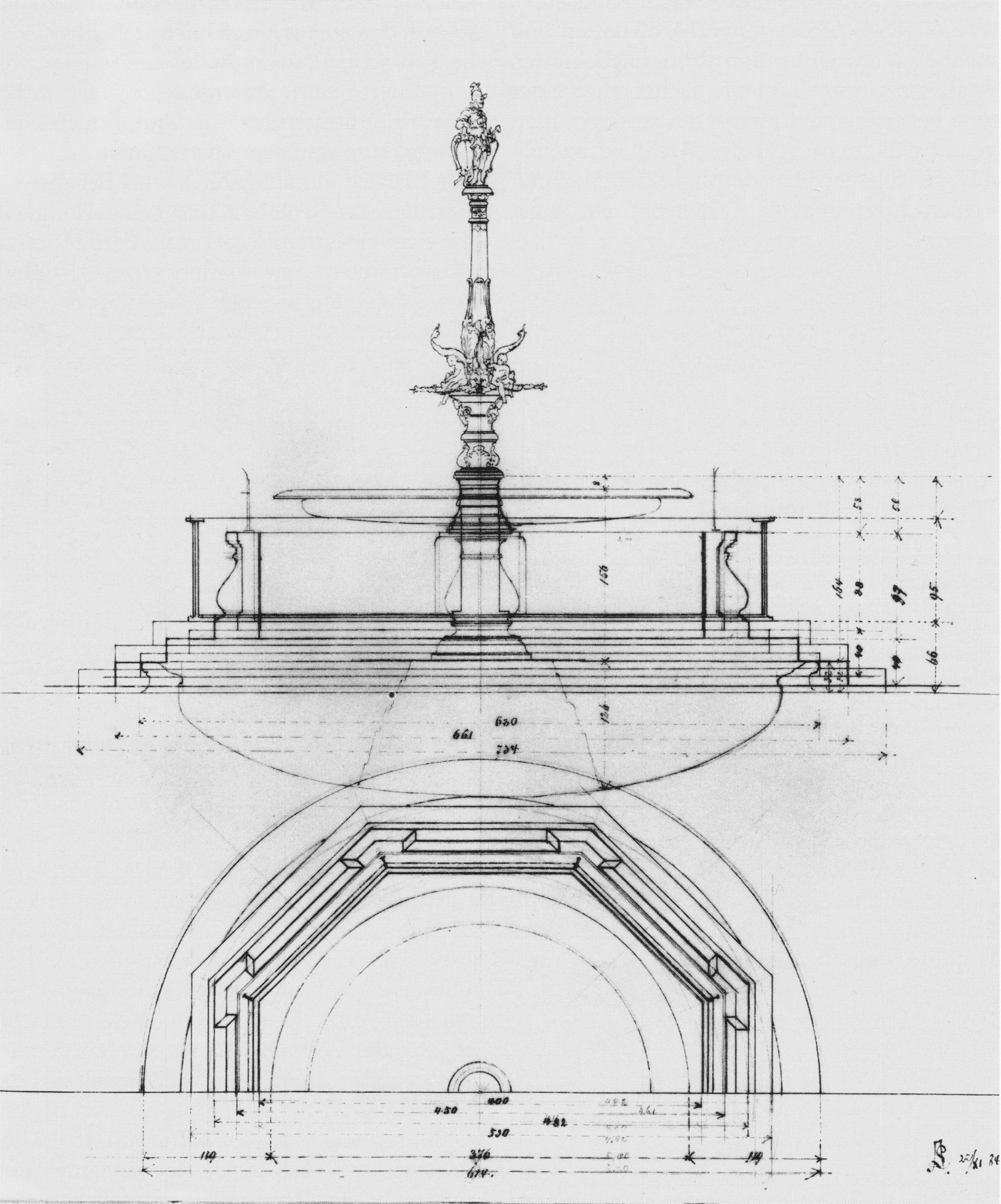
Skizze für das Brunnenbecken für den Rathausbrunnen von Adolf Leichtle
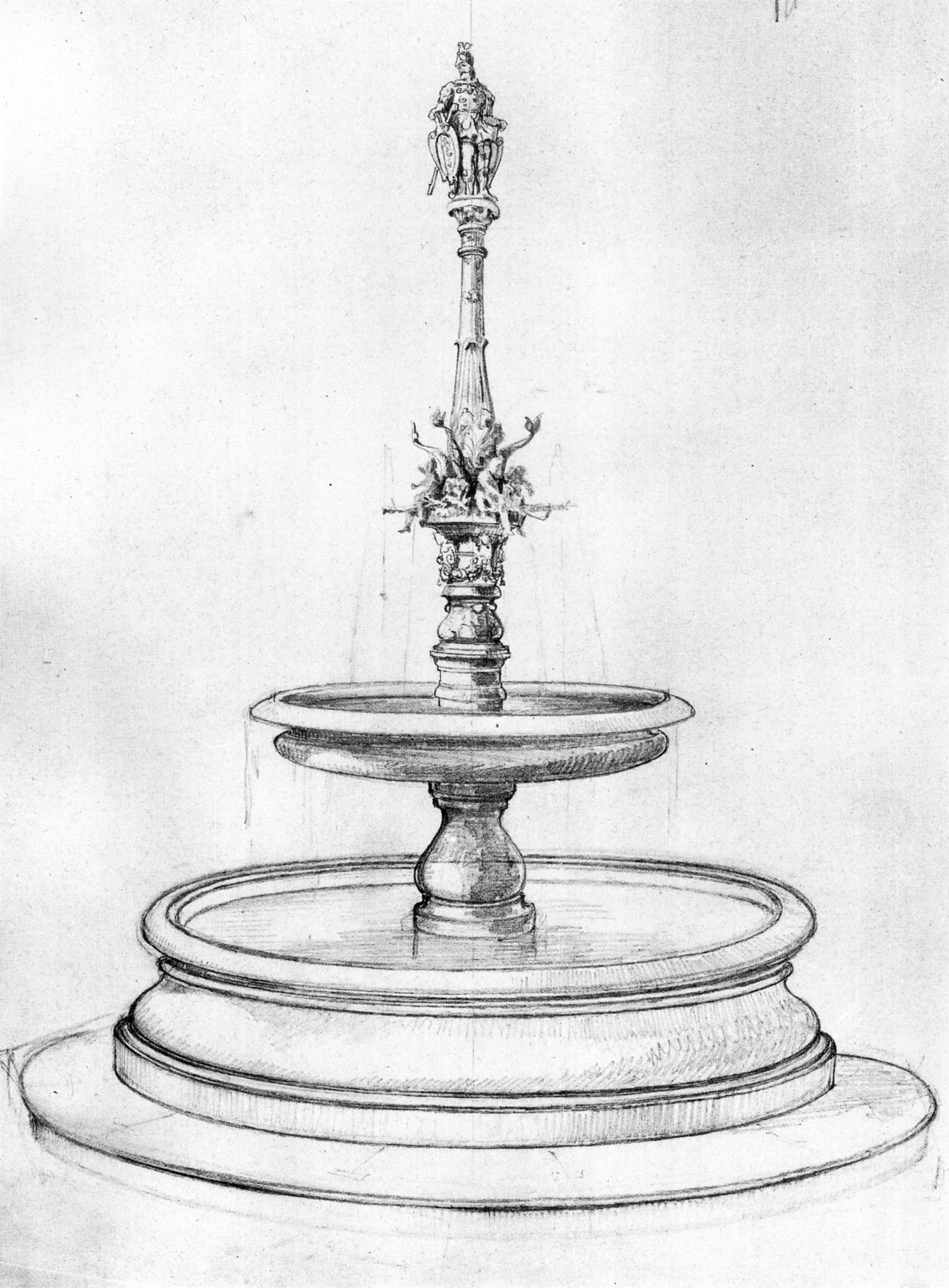
Skizze für das Brunnenbecken für den Rathausbrunnen von Adolf Leichtle
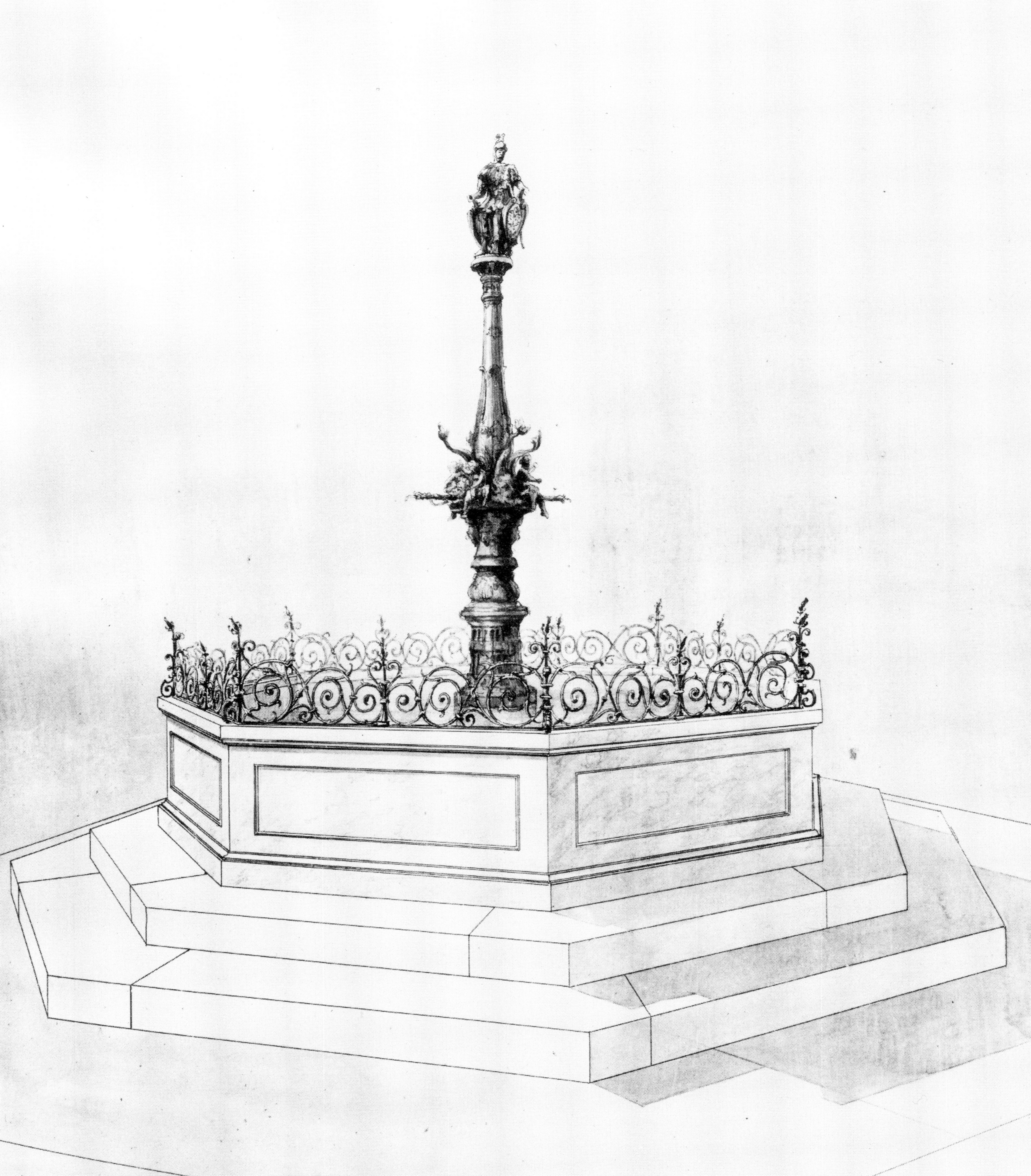
Skizze für das Brunnenbecken für den Rathausbrunnen von Adolf Leichtle
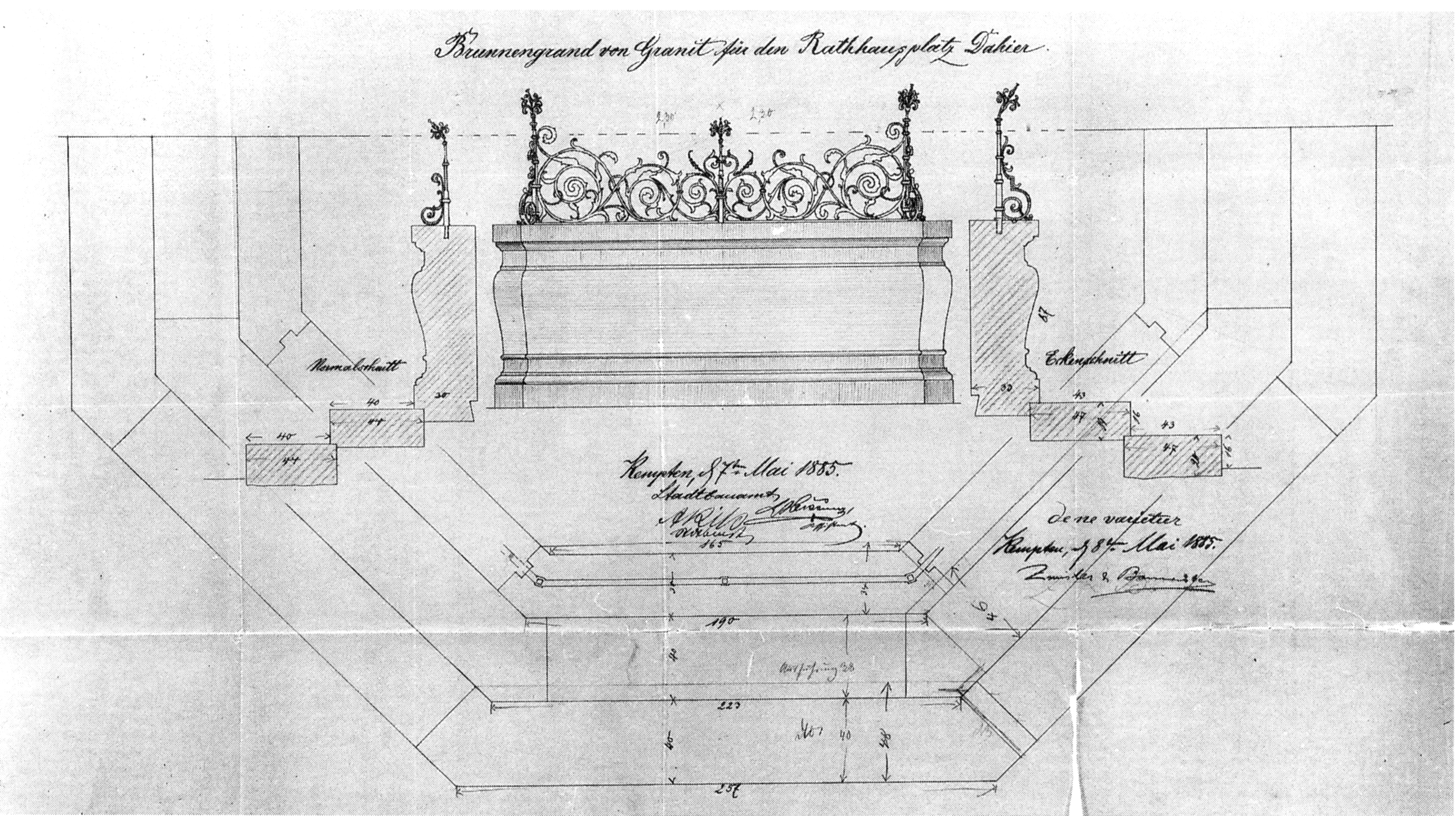
Skizze für das Brunnenbecken für den Rathausbrunnen von Adolf Leichtle